# My One and Only Thrill
My One and Only Thrill é o segundo álbum de estúdio da cantora de jazz norte-americana Melody Gardot, lançado a 28 de Abril de 2009.
O álbum contém uma canção em francês, e uma não-original, "Over the Rainbow", tendo arranjos de cordas por Vince Mendoza, e produção de Larry Klein, ambos conhecidos pelos trabalhos com Joni Mitchell. A fotografia da capa é de Nicholas LaClair e a maquilhagem de Melody de Victoria Stiles. O álbum recebeu três nomeações para os Grammy Awards: Grammy Award for Best Instrumental Arrangement Accompanying Vocalist(s) por "My One and Only Thrill" (Mendoza), Grammy Award for Best Engineered Album, Non-Classical (Helik Hadar e Al Schmitt) e o Grammy Award for Producer of the Year (Klein). Vendeu até à data mais de 500.000 cópias.

## Faixas
Todas as faixas escritas e compostas por Melody Gardot, excepto quando assinalado. 
| N.º | Título                                         | Duração |  |
| 1.  | "Baby I'm a Fool"                              | 3:30    |  |
| 2.  | "If the Stars Were Mine"                       | 2:48    |  |
| 3.  | "Who Will Comfort Me"                          | 4:56    |  |
| 4.  | "Your Heart Is As Black As Night"              | 2:42    |  |
| 5.  | "Lover Undercover"                             | 4:24    |  |
| 6.  | "Our Love Is Easy" (Gardot, Jesse Harris)      | 5:28    |  |
| 7.  | "Les Etoiles"                                  | 3:18    |  |
| 8.  | "The Rain" (Gardot, Harris)                    | 3:21    |  |
| 9.  | "My One and Only Thrill"                       | 6:10    |  |
| 10. | "Deep Within the Corners of My Mind"           | 3:19    |  |
| 11. | "Over the Rainbow" (Harold Arlen, Yip Harburg) | 4:33    |  |
| 12. | "If the Stars Were Mine" (Orchestral Version)  | 3:13    |  |

| iTunes edition |                                          |         |  |
| N.º            | Título                                   | Duração |  |
| 13.            | "Pretend I Don't Exist" (Gardot, Harris) | 3:09    |  |

| Starwatch edition Bye Bye Blackbird EP |                               |         |  |
| N.º                                    | Título                        | Duração |  |
| 1.                                     | "Get Out Of Town"             | 3:03    |  |
| 2.                                     | "Someday My Prince Will Come" | 1:12    |  |
| 3.                                     | "Bye Bye Blackbird"           | 3:11    |  |
| 4.                                     | "Summertime"                  | 3:56    |  |

## Desempenho nas tabelas musicais
| Tabela (2009–10)                | Melhor posição |
| ------------------------------- | -------------- |
| Australian Albums Chart         | 23             |
| Austrian Albums Chart           | 44             |
| Belgium Albums Chart (Flanders) | 31             |
| Belgium Albums Chart (Wallonia) | 5              |
| Danish Albums Chart             | 9              |
| Dutch Albums Chart              | 20             |
| European Top 100 Albums         | 18             |
| Finnish Albums Chart            | 20             |
| French Albums Chart             | 4              |
| German Albums Chart             | 4              |
| Greek Albums Chart              | 5              |
| Irish Albums Chart              | 34             |
| Japanese Albums Chart           | 27             |
| New Zealand Albums Chart        | 11             |
| Norwegian Albums Chart          | 2              |
| Polish Albums Chart             | 18             |
| Spanish Albums Chart            | 19             |
| Swedish Albums Chart            | 1              |
| Swiss Albums Chart              | 17             |
| UK Albums Chart                 | 12             |
| US Billboard 200                | 42             |
| US Jazz Albums                  | 2              |